# Honduras nos Jogos Olímpicos de Verão da Juventude de 2010
Honduras participou dos Jogos Olímpicos de Verão da Juventude de 2010 em Singapura. Sua delegação foi composta por quatro atletas que competiram em três esportes.

## Natação
| Evento                | Atleta                | Qualificação | Qualificação | Semifinais | Semifinais | Final       | Final       |
| Evento                | Atleta                | Resultado    | Posição      | Resultado  | Posição    | Resultado   | Posição     |
| --------------------- | --------------------- | ------------ | ------------ | ---------- | ---------- | ----------- | ----------- |
| 200 m livre masculino | Allan Gabriell Castro | 1:56.84      | 28º (2º q2)  |            |            | Não avançou | Não avançou |
| 400 m livre masculino | Allan Gabriell Castro | 4:08.62      | 22º (2º q1)  |            |            | Não avançou | Não avançou |
| 200 m costas feminino | Karen Vilorio         | 2:24.36      | 26º (3º q1)  |            |            | Não avançou | Não avançou |
| 200 m medley feminino | Karen Vilorio         | 2:29.42      | 21º (2º q1)  |            |            | Não avançou | Não avançou |

## Halterofilismo
| Evento              | Atleta            | Peso corporal (kg) | Arranque (kg) | Arranque (kg) | Arranque (kg) | Arranque (kg) | Arremesso (kg) | Arremesso (kg) | Arremesso (kg) | Arremesso (kg) | Total (kg) | Pos. final |
| Evento              | Atleta            | Peso corporal (kg) | 1             | 2             | 3             | Res.          | 1              | 2              | 3              | Res.           | Total (kg) | Pos. final |
| ------------------- | ----------------- | ------------------ | ------------- | ------------- | ------------- | ------------- | -------------- | -------------- | -------------- | -------------- | ---------- | ---------- |
| Até 85 kg masculino | Christopher Pavón | 84,53              | 120           | 125           | 126           | 120           | 151            | 155            | 161            | 155            | 275        | 6º         |

## Judô
| Evento          | Atleta              | 1ª rodada                   | 1ª rodada repescagem | 2ª rodada repescagem          | Final repescagem A | Disputa pelo bronze A | Pos. final |
| --------------- | ------------------- | --------------------------- | -------------------- | ----------------------------- | ------------------ | --------------------- | ---------- |
| Kevin Fernandez | Até 81 kg masculino | SVK Arpad Szakacs D 000-100 | Sem oponente         | AUT Michael Greiter D 000-110 | Não avançou        | Não avançou           | --         |

| Evento         | Atleta                                             | 1ª rodada              | 2ª rodada                  | Semifinais                | Final       | Pos. final        |
| -------------- | -------------------------------------------------- | ---------------------- | -------------------------- | ------------------------- | ----------- | ----------------- |
| Equipes mistas | Kevin Fernandez (como integrante da equipe Tóquio) | ZZX Equipe Paris V 5-3 | ZZX Equipe Nova York V 4-4 | ZZX Equipe Belgrado D 3-5 | Não avançou | Medalha de bronze |